# Berthold II. von Admont
Bertold II. OSB (* vor 1200; † 24. April 1259 in Admont) war ein salzburgischer römisch-katholischer Geistlicher von 1242 bis 1259 Abt der Benediktinerabtei St. Blasius zu Admont.
Der aus dem Admonter Konvent stammende Berthold war zuvor Abt der Benediktinerabtei Biburg gewesen, wo er 1228 den Brand des Klosters miterlebt hatte, um anschließend, wie überliefert ist, auch das Kloster Seeon zu leiten, bevor er 1242 einstimmig zum Abt von Admont gewählt wurde. Die Quellen beschreiben ihn als „von einer unvergleichlichen Sanftmut und Herzensgüte, welche die Gegner der Kirche und die Feinde des Ordenslebens mehr im Zaume hielt und von Gewalttaten abschreckte, als es der strengste Richterspruch imstande gewesen wäre.“
Um der schleichenden Entfremdung von Klosterbesitz entgegenzuwirken, erwirkte er von Salzburger Erzbischof Eberhard II. das Verbot der Umwandlung persönlicher Zinslehen in Erblehen. Die seit 1125 im Admonter Besitz befindlichen Güter im bayrischen Elsendorf, über die sich Graf Meinhard von Abensberg die Vogteigewalt angeeignet hatte, wurden durch Intervention Herzog Friedrichs des Streitbaren restituiert. Durch Erzbischof Eberhard selbst erfuhren das Stift Admont wie auch das zugehörige Frauenkloster Admont eine erhebliche Besserung ihrer wirtschaftlichen Ausstattung. Die Verhandlungen über die Übertragung der Güter fanden unter dem Vorsitz von Ulrich von Liechtenstein statt.
1247 verfügte Papst Innozenz IV. kirchliche Strafmaßnahmen gegen alle, die dem Stift Admont, das er in seinen persönlichen Schutz nahm, in ihrem Besitz schädigten. 1252 erteilte er Abt Berthold das Recht, wegen Vergehen gegen die Klosterdisziplin dem Bann verfallene Klosterbrüder loszusprechen und anempfahl das Stift dem Schutz Ottokars von Böhmen; Papst Alexander IV. erneuerte 1255 den Schutzbrief für das Stift.
Unter Abt Berthold wurden der romanischen Stiftskirche Admont zwei Sakristeien zugefügt.